# Shuja'iyya
Shuja'iyya (arabe : الشجاعية aussi nommé Chajaya, Shijaiyeh, Shujayya, Shuja'ia, Shuja'iya et Sajaiyeh) est un quartier résidentiel situé dans la zone est de la ville palestinienne de Gaza. Le quartier est divisé en deux par l'axe routier Salah al-Din reliant le nord et le sud de la Bande de Gaza. C'est l'un des quartiers les plus peuplés de Gaza avec environ 100 000 habitants. Shuja'iyya se distingue par la présence de vestiges historiques, de nombreuses mosquées et à la particularité d'accueillir un cimetière du Commonwealth situé à deux kilomètres au nord du principal centre commercial du quartier.
Le quartier est vidé de sa population et détruit par les bombardements israéliens lors de la guerre de Gaza. 

## Histoire
La création du quartier de Shuja'iyya remonte au règne des Ayyoubides sur la ville de Gaza. Le quartier tirera d'ailleurs son nom de l'un des émirs ayyoubide Shuja' al-Din Uthman al-Kurdi qui mourut en combattant les croisés. Shuja'iyya est le premier quartier à se développer en dehors de l'enceinte de la ville historique de Gaza. En raison de la présence de plusieurs populations d'origines différences, le quartier de Shuja'iyya étaient appelé le « quartier mixte », ce qui n'était pas le cas des huit autres quartiers de l'époque.
Durant les siècles suivant sa création (à partir du XIIe siècle), Shuja'iyya était historiquement un quartier commercial mais la zone résidentielle se développa de plus en plus. Les fouilles archéologiques ont fait apparaitre que les constructions du Moyen Âge étaient de pauvre facture, que les routes étaient étroites et n'étaient pas pavées. Cependant, il apparait que le nombre de mosquées architecturalement abouties étaient importants et qu'il y avait de nombreux sanctuaires musulmans. Durant les siècles suivants, d'importantes constructions ont vu le jour comme la mosquée Ibn Uthman datant du XIVe siècle, ainsi que la mosquée al-Zufurdimri.
Construit en dehors des murs de la cité, Shuja'iyya avait plus de potentiel pour se développer que d'autres quartiers comme al-Daraj, Zaytoun, et al-Tuffah. Cette position géographique lui permit de devenir au fil du temps le plus important quartier de Gaza. Bien que quartier mixte accueillant diverses populations, il existait une séparation de fait entre la partie nord du quartier, et sa partie sud. Cette partie sud était appelée al-Turkuman du fait de sa forte concentration de syriens turques qui avaient intégrés la ville durant le règne du sultan ayyoubide Malik al-Salih Ayyoub entre 1240 et 1249. La partie nord du quartier était nommée al-Judaida ou Saja'iyya al-Akrad. Elle était principalement peuplée de kurdes de Mossoul.
Le recensement ottoman de 1525 fit apparaitre une relative égalité de nombre entre les populations turques et kurdes avec respectivement 89 et 90 foyers. Les juifs était alors le groupe ethnique le plus important avec 95 foyers, alors que les chrétiens en avaient 82. En 1538 cependant, les populations kurdes et ottomanes de la ville s'agrandirent de manière importantes amenant respectivement leur nombre de foyer à 278 et 181. En 1549, la population kurdes atteignit les 406 foyers alors que la population turque de la ville stagna à 195 foyers. À la même époque, des troupes mamelouk vinrent stationner dans le quartier de Shuja'iyya mais sans pour autant se mélanger aux autres populations. Ce nouveau groupement représentait 44 foyers en 1557 et diminua au fur et à mesure jusqu'à atteindre le nombre de 66 habitants en 1597.

## Événements contemporains
L'école primaire pour filles de Shuja'iya fut fondée en 1967. En 2011, elle accueillait 1326 étudiantes. Le 6 octobre 1987 juste avant la Première intifada, Shuja'iya fut le théâtre de violents combats entre le Jihad islamique palestinien et l'armée israélienne. Lors de cet épisode, un officier israélien perdit la vie ainsi que 4 militants palestiniens. Cet évènement sera commémoré par la suite par les palestiniens comme la bataille de Shuja'iya. Lors du premier anniversaire de cette bataille, le Jihad islamique palestinien appela à une grève générale contre Israël.
Le quartier est l'un des bastions historiques du Hamas, mouvement politique et militaire palestinien. Son clan rival dans la ville, les Helles proches du Fatah, tenta de conserver son influence sur ce quartier malgré de fortes oppositions avec la police du Hamas qui accuse les Helles de plusieurs attaques dans la ville de Gaza. Le Hamas et les Helles s'opposèrent violemment et neuf hommes périrent. Les Helles furent alors obligés de quitter le quartier pour le laisser sous contrôle du Hamas,.

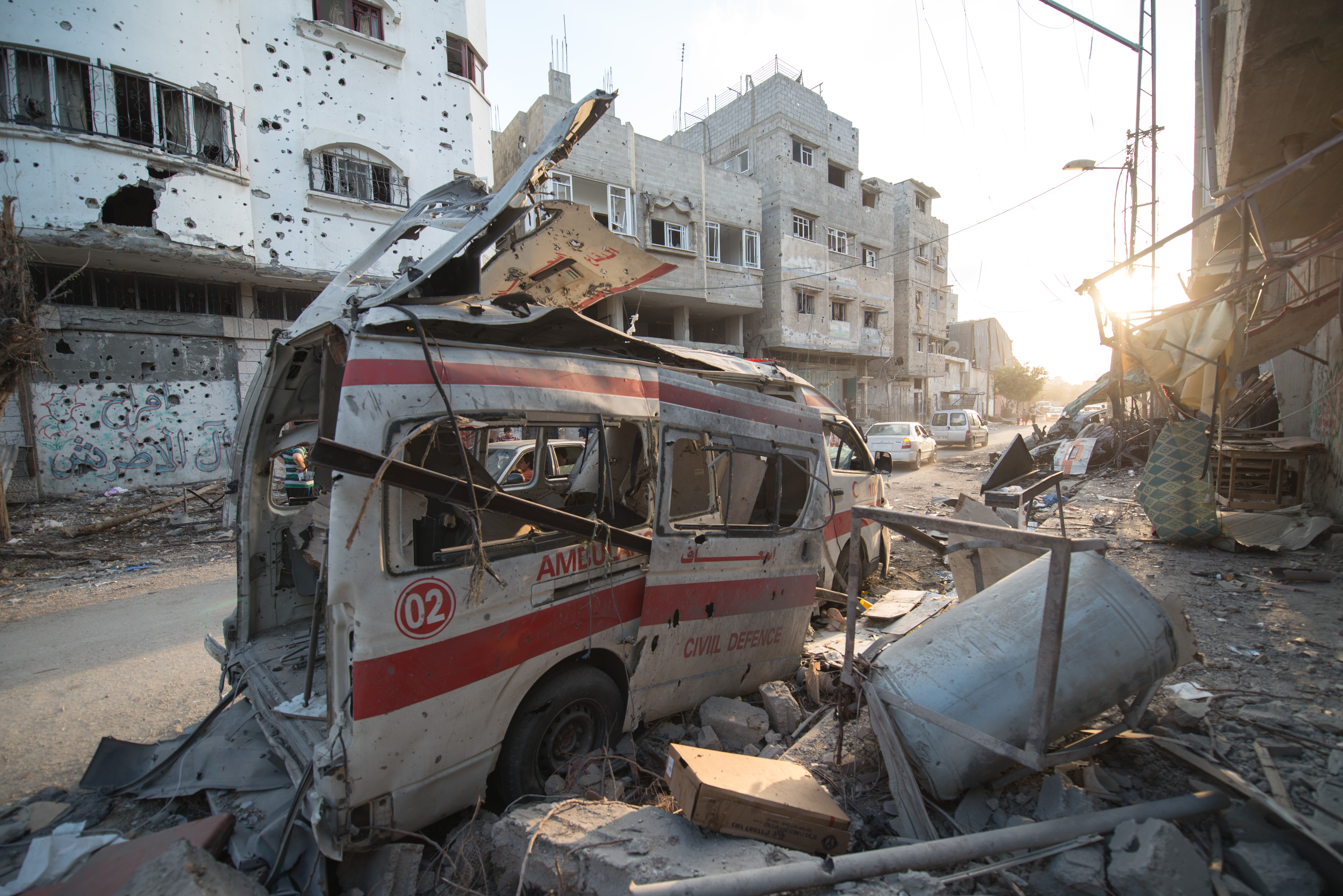
Dégâts constatés lors d'un cessez-le-feu entre Hamas et Israël en aout 2014.

Shuja'iyya a souvent été la cible d'attaque aérienne israélienne durant le conflit de 2008-2009, ce qui a causé la mort de nombreux membres des forces de sécurité du Hamas et ce qui a provoqué la destruction du poste de police local,. Durant ce même conflit, un hôpital pour enfants fut détruit par les forces israéliennes.
D'après l'armée israélienne le quartier fut à l'origine de 8 % des tirs de roquettes contre Israël, c'est pourquoi il fut la cible des israéliens durant la Bataille de Shuja'iyya, menée lors de l'opération Bordure protectrice.

## Développement économique et environnemental
Le plus important marché de Gaza, spécialisé dans le commerce de vêtements et biens ménagers, se situe à Shuja'iyya. Midan Shuja'iyya (littéralement « le square de Shuja'iyya ») se situe à l'entrée du quartier depuis la vieille ville. La rue Omar Mukhtar commence dans ce quartier et se terme à Rimal. Récemment, la municipalité de Gaza a décidé de développer ce quartier en vue d'améliorer l'environnement et les conditions de vie des citoyens, en élargissant, restaurant et réparant les rues du quartier mais aussi en développant de nouveaux périmètres géographiques du quartier comme le figure la création du parc al-Bastat Shuja'iyya.

## Personnalités résidant à Shuja'iyya
- Khalil al-Hayya
- Rushdi al-Shawa
- Ramadan Shallah (1958-2020), personnalité politique palestinienne
- Ahmed Jabari (1960-2012), personnalité politique palestinienne